# Fontana della Marinella

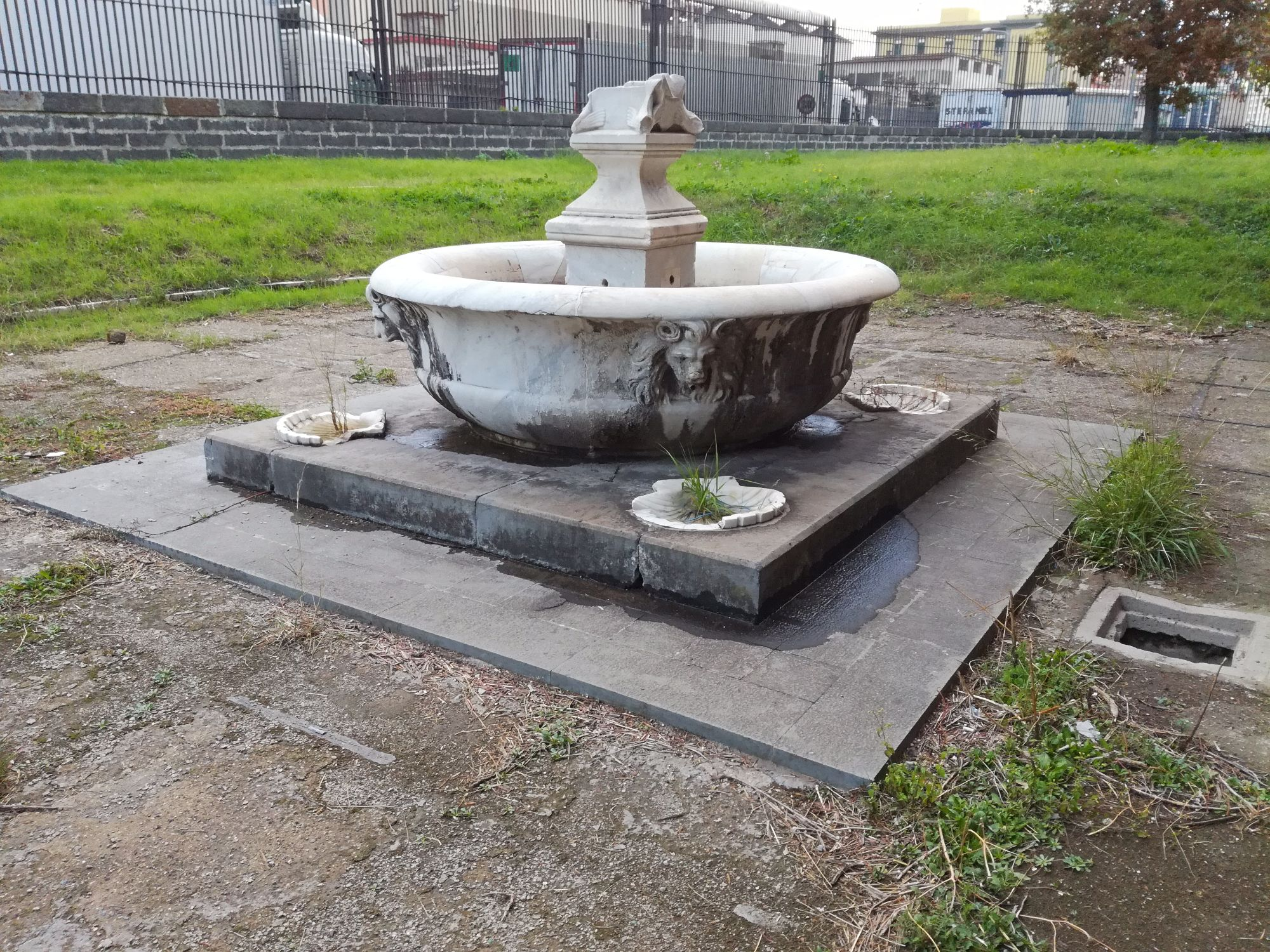
La fontana della Marinella (2009), oggi oggetto di riqualificazione e restauro con le adiacenti Torri del Carmine

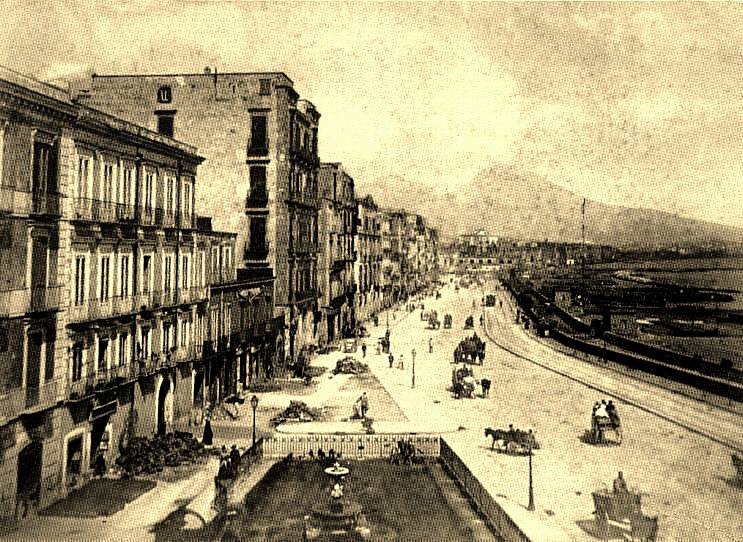
In primo piano, in basso, la fontana nella sua originaria collocazione e come appariva a fine XIX secolo

La fontana della Marinella (al Carmine) è una delle fontane storiche di Napoli; è situata dinanzi al vado del Carmine e a pochissimi passi dalle torri aragonesi del demolito castello del Carmine, in via Marina.

## Storia
Fu realizzata alla fine del XVIII secolo da Francesco Sicuro, quando questi fu direttamente chiamato dal re Ferdinando IV per la sistemazione di piazza Mercato dopo l'incendio del 1781 che distrusse le baracche presenti nella piazza. 
Testimonianze fotografiche indicano che verso gli anni settanta del XIX secolo era posta in via Marinella, in un giardinetto posto dopo la confluenza con il corso Garibaldi, il quale in quel periodo deviava in diagonale per la presenza dello sperone del forte del Carmine. Nel 1880 il Comune stabilì che intorno alla struttura idrica fosse posta anche una ringhiera. 
In seguito se ne persero le tracce, tanto è vero che lo storico Felice De Filippis la riteneva ormai definitivamente perduta; ciononostante, da una accurata descrizione di Raffaele D'Ambra, la si identificò in una fontana ubicata presso i giardini di piazza San Pasquale a Chiaia, seppur mancante di delfini.
Negli anni ottanta del XX secolo fu traslata da piazza San Pasquale e ricollocata in via Marina, terminati i lavori di apertura della nuova arteria. La fontana fu posta di fronte al vado del Carmine, fortemente deturpata. Nel maggio 1989 - ulteriore sfregio - fu asportata la vasca superiore nonché il piedistallo che la reggeva. 
Questa struttura storica, per molto tempo in cattivo stato di conservazione, oggi risulta in restauro assieme alle adiacenti torri del Carmine.